# 린페이샹
린페이샹(중국어 정체자: 林沛祥, 병음: Lín Pèixiáng, 한자음: 임패상, 1977년 5월 14일 ~ )은 타이완의 정치인으로, 2024년 지룽시 입법위원의 입법위원으로 당선된다.